# 博伊斯的馬利亞達
10°20′56″S 36°55′26″W / 10.34889°S 36.92389°W
博伊斯的馬利亞達（葡萄牙語：Malhada dos Bois），是巴西的城鎮，位於該國東北部，由塞爾希培州負責管轄，始建於1953年，面積62平方公里，海拔高度120米，2010年人口3,461，人口密度每平方公里55.49人。